# ساول تئوکولسکی
 ساول تئوکولسکی (انگلیسی: Saul Teukolsky؛ زاده ۲ اوت ۱۹۴۷) یک دانشمند اهل ایالات متحده آمریکا است.